# Noctua albida
Noctua albida är en fjärilsart som beskrevs av Edward Alfred Cockayne 1952. Noctua albida ingår i släktet Noctua och familjen nattflyn. Inga underarter finns listade i Catalogue of Life.